# علاج إشعاعي خارجي
العلاج الإشعاعي الخارجي (اختصارًا EBRT) هو الشكل الأكثر شيوعًا للعلاج الإشعاعي (العلاج الشعاعي). يجلس المريض أو يستلقي على أريكة ويوجه إليه الطبيب المختص الأشعة من مصدر خارجي للإشعاع المؤين إلى جزء معين من الجسم. يكون مصدر الإشعاع داخل الجسم في حالة العلاج الإشعاعي الموضعي (المعالجة القريبة) والعلاج الإشعاعي بالنكليوتيد المشع، أما في حالة العلاج الإشعاعي الخارجي يوجه الإشعاع إلى الورم من خارج الجسم. تستخدم الأشعة السينية قويمة الفولتية (السطحية) لعلاج سرطان الجلد والأعضاء السطحية. تُستخدم الأشعة السينية ذات الجهد الكبير لعلاج الأورام العميقة (مثل المثانة أو الأمعاء أو البروستات أو الرئة أو الدماغ)، في حين تُستخدم حزم الإلكترون ذات الجهد العالي عادةً لعلاج الآفات السطحية التي تمتد إلى عمق 5 سم تقريبًا (طاقة الحزمة المتزايدة مفيدة لاختراق أكبر). تعد الأشعة السينية وحزم الالكترون أكثر المصادر استخدامًا للعلاج الإشعاعي الخارجي. يعمل عدد قليل من المراكز على برامج تجريبية تستخدم حزمًا من الجسيمات الثقيلة، وخاصة البروتونات، نظرًا للانخفاض السريع في الجرعة الممتصة من قبل النسيج.

## الأشعة السينية وأشعة جاما
تُقاس تقليديًا طاقة أشعة غاما والأشعة السينية التشخيصية والعلاجية بالكيلو فولت أو الميجا فولت، بينما تُقاس طاقة الالكترونات العلاجية بالميغا الكترون فولت. في الحالة الأولى، يكون الجهد المستخدم هو أقصى جهد كهربائي يستخدمه معجل خطي لإنتاج حزمة الفوتون. تتكون الحزمة من طيف من الطاقات: الطاقة القصوى تساوي تقريبًا أقصى جهد كهربائي للشعاع مضروبًا في شحنة الإلكترون. وبالتالي فإن حزمة 1 ميجا الكترون ستعطي فوتونات لا تزيد عن حوالي 1ميغا الكترون فولت. يبلغ متوسط طاقة الأشعة السينية حوالي ثلث الطاقة القصوى. يمكن تحسين جودة الشعاع بواسطة مرشحات الأشعة السينية، مما يحسن تجانس طيفها.
تنتج الأشعة السينية المفيدة طبيًا عندما نُسرّع الالكترونات لتصل إلى طاقات يسود فيها إما التأثير الكهروضوئي (للاستخدام التشخيصي، نظرًا لأن التأثير الكهروضوئي يوفر تباينًا ممتازًا نسبيًا مع العدد الذري الفعال Z) أو تسود فيها ظاهرة كومبتون وإنتاج زوجي للأشعة السينية العلاجية (عند الطاقات أكثر من 200 كيلو الكترون فولت للأولى و1 الكترون فولت للأخيرة). بعض الأمثلة على طاقات الأشعة السينية المستخدمة في الطبي:
- أشعة سينية سطحية منخفضة الطاقة للغاية 35 إلى 60 كيلو فولت (يستخدم تصوير الثدي الشعاعي، والذي يعطي الأولوية لتباين الأنسجة الرخوة أشعة سينية منخفضة الطاقة).
- العلاج الإشعاعي السطحي بالأشعة السينية 60 إلى 150 كيلو فولت.
- الأشعة السينية التشخيصية 20 إلى 150 كيلو فولت (تصوير الثدي بالأشعة المقطعية)، وهو نطاق طاقات الفوتون الذي يسود فيه التأثير الكهروضوئي، والذي يعطي أقصى تباين للأنسجة الرخوة.
- الأشعة السينية قويمة الفولتية 200 إلى 500 كيلو فولت.
- الأشعة السينية ذات الجهد الزائد 500 إلى 1000 كيلو فولت.
- الأشعة السينية ذات الجهد الأعظمي من 1 إلى 25 ميجا فولت (عمليًا، الطاقات الأعلى من 15 ميجا فولت غير معتادة في الممارسة السريرية).

تعد الأشعة السينية ذات الجهد الزائد هي الأكثر شيوعًا لعلاج مجموعة واسعة من السرطانات. تستخدم الأشعة السينية السطحية وقويمة الفولتية في علاج السرطانات الموجودة على سطح الجلد أو بالقرب منه. يختار الأطباء عادة الأشعة السينية ذات الطاقة العالية والجهد العالي في حال كان هدفهم التعظيم «تجنيب الجلد» (نظرًا لأن الجرعة النسبية للجلد تكون أقل لمثل هذه الحزم عالية الطاقة).
يمكن أيضًا اشتقاق حزم الفوتونات المفيدة طبيًا من مصدر مشع مثل الإيريديوم 192 أو السيزيوم 137 أو الراديوم 226 (الذي لم يعد مستخدمًا سريريًا) أو الكوبالت 60. تكون هذه الحزم الفوتونية أحادية اللون إلى حد ما وتسمى أشعة جاما. يتراوح نطاق الطاقة المعتاد بين 300 كيلو فولت إلى 1.5 ميغا فولت، وهو خاص بالنظير. والجدير بالذكر أن حزم الفوتون المشتقة من النظائر المشعة تكون تقريبًا أحادية الطاقة، على عكس طيف الإشعاع المستمر الخطي.
ينتج الإشعاع العلاجي بشكل أساسي في قسم العلاج الإشعاعي باستخدام بعض المعدات التالية:
1. أجهزة العلاج الإشعاعي السطحي (SRT)، وهي تنتج أشعة سينية منخفضة الطاقة في نفس نطاق طاقة أجهزة الأشعة السينية التشخيصية التي تتراوح بين 20 حتى 150 كيلو فولت، لعلاج الأمراض الجلدية.[2]
2. أجهزة الأشعة السينية قويمة الفولتية، والتي تنتج أشعة سينية ذات طاقة أعلى في نطاق 200-500 كيلو فولت. سمي هذا الإشعاع بـ «العميق» لأنه يمكن أن يعالج الأورام في الأعماق التي يكون فيها الإشعاع «السطحي» منخفض الطاقة (أعلاه) غير مناسب. وحدات الجهد القويمة لها نفس تصميم أجهزة الأشعة السينية التشخيصية. لا تعطي هذه الأجهزة أكثر من 600 كيلو فولت بشكل عام.
3. المسرعات الخطية (linacs) التي تنتج أشعة سينية عالية الجهد. كان أول استخدام للمسرعات الخطية للعلاج الإشعاعي الطبي في عام 1953 (انظر أيضًا العلاج الإشعاعي). تنتج الأجهزة الطبية المتاحة تجاريًا الأشعة السينية والالكترونات بنطاق طاقة من 4 ميغا فولت حتى حوالي 25. تنتج الأشعة السينية نفسها عن طريق التباطؤ السريع للالكترونات في مادة معينة، وعادةً ما تكون سبيكة تنجستن تنتج طيفًا للأشعة السينية عبر أشعة الانكباح. يمكن تعديل شكل وشدة الحزمة التي تنتجها المسرعات الخطية أو موازنتها بمجموعة متنوعة من الوسائل. وهكذا سنحصل على العلاج الإشعاعي التقليدي، المطابق، المعدل، المقطعي بواسطة مسرعات خطية معدلة خصيصًا لذلك.
4. تنتج وحدات الكوبالت التي تستفيد من إشعاع النظائر المشعة كوبالت -60 حزمًا ثنائية اللون ثابتة 1.17 و1.33 ميغا الكترون فولت، وينتج عن ذلك متوسط طاقة شعاع 1.25 ميغا الكترون فولت. حلّت وحدات الكوبالت إلى حد كبير محل المسرعات الخطية، فهي قادرة على توليد إشعاع طاقة أعلى. يلعب العلاج بالكوبالت حتى الآن دورًا مفيدًا في تطبيقات معينة (مثل سكين جاما) وما يزال قيد الاستخدام على نطاق واسع في جميع أنحاء العالم، نظرًا لأن الآلة موثوقة نسبيًا وسهلة الصيانة مقارنة بالمسرع الخطي الحديث.

## الإلكترونات
تُولّد الأشعة السينية عن طريق توجيه الالكترونات إلى مادة ذات عدد ذري كبير. نحصل على حزمة إلكترونية عالية الطاقة في حال أزلنا الهدف (وانخفض تيار الحزمة). أشعة الإلكترون مفيدة في علاج الآفات السطحية، بسبب تركّز الحد الأقصى للجرعة بالقرب من السطح. ثم تنخفض الجرعة بسرعة مع زيادة العمق، وبذلك تتجنب الأنسجة الأساسية التعرض للإشعاع. تحتوي حزم الإلكترون عادةً على طاقات في حدود 4-20 ميغا الكترون فولت. اعتمادًا على الطاقة، يُترجم هذا إلى نطاق معالجة يبلغ حوالي 1-5 سم (في نسيج مكافئ-مائي). يكون استخدام الطاقات التي تزيد عن 18 ميجا فولت نادرًا. يجب تهوية الحزمة بواسطة مجموعات من رقائق التشتت الرقيقة من أجل الحصول على جرعة مسطحة ومتناظرة في الأنسجة المعالجة.
يمكن للعديد من المسرعات الخطية أن تنتج كلًا من الالكترونات والأشعة السينية.